# Club Atlético River Plate (futebol feminino)
O Club Atlético River Plate (futebol feminino) é a equipe de futebol feminino da River Plate, clube que tem sede na cidade de Buenos Aires, capital da Argentina. A equipe foi criada em 1991, ao mesmo tempo que se realizava o primeiro campeonato feminino oficial do país.
O River é a equipe com mais participações na primeira divisão argentina, tendo disputado todas as edições desde a sua criação em 1991. O seu recorde inclui 11 torneios nacionais, cinco dos quais obtidos consecutivamente, entre 1993 a 1997. A nível internacional, o clube participou de duas edições da Copa Libertadores (2017 e 2020), alcançando sua melhor colocação em 2017 terminando com o terceiro lugar, sendo este o melhor resultado de uma equipe argentina junto com o Boca Juniors e o UAI Urquiza que conseguiram fazer o mesmo feito.

## História
A equipe de futebol feminino do River Plate foi criada em 1991 junto ao lançamento do primeiro campeonato nacional feminino. No dia 15 de dezembro daquele mesmo ano, após sete rodadas disputadas, o River Plate se consolidou como o primeiro campeão do futebol feminino do país. No total, o River Plate venceu o torneio 11 vezes, sendo 5 delas consecutivas entre 1993 e 1997.
Em 17 de junho de 2017, o River conquistou o décimo primeiro título na Argentina e se classificou para a Libertadores Feminina de 2017 pela primeira vez em sua história e se tornou o quarto time argentino a disputar a competição. O clube terminou o campeonato na terceira posição, com 3 vitórias, 1 empate e 1 derrota.

## Títulos
| NACIONAIS            | NACIONAIS | NACIONAIS                                                                                                |
| Competição           | Títulos   | Temporadas                                                                                               |
| -------------------- | --------- | --- |
| Campeonato Argentino | 11        | 1991, 1993, 1994, 1995, 1996, 1997, Apertura 2002, Clausura 2003, Clausura 2009, Clausura 2010 e 2016–17 |

## Desempenho em competições

### Primeira Divisão
| Primeira Divisão             | Primeira Divisão                        |
| Torneio                      | Resultados                              |
| ---------------------------- | --------------------------------------- |
| 1991                         | Campeão                                 |
| 1992                         | Vice-campeão                            |
| 1993                         | Campeão                                 |
| 1994                         | Campeão                                 |
| 1995                         | Campeão                                 |
| 1996                         | Campeão                                 |
| 1997                         | Campeão                                 |
| 1998                         | Vice-campeão                            |
| 1999                         | Vice-campeão                            |
| 2000-01                      | Vice-campeão                            |
| Apertura 2001                | Vice-campeão                            |
| Clausura 2002                | 3.º                                     |
| Apertura 2002                | Campeão                                 |
| Clausura 2003                | Campeão                                 |
| Apertura 2003                | Vice-campeão                            |
| Clausura 2004                | Vice-campeão                            |
| Apertura 2004                | 3.º                                     |
| Clausura 2005                | 3.º                                     |
| Apertura 2005                | 3.º                                     |
| Clausura 2006                | 3.º                                     |
| Apertura 2006                | 4.º                                     |
| Clausura 2007                | 3.º                                     |
| Apertura 2007                | Vice-campeão                            |
| Clausura 2008                | Vice-campeão                            |
| Apertura 2008                | 3.º                                     |
| Clausura 2009                | Campeão                                 |
| Apertura 2009                | 3.º                                     |
| Clausura 2010                | Campeão                                 |
| Apertura 2010                | Vice-campeão                            |
| Clausura 2011                | Vice-campeão                            |
| Apertura 2011                | 3.º                                     |
| Clausura 2012                | 4.º                                     |
| Apertura 2012                | Vice-campeão                            |
| Clausura 2013                | 3.º                                     |
| Inicial 2013                 | 4.º                                     |
| Final 2014                   | 4.º                                     |
| 2015                         | 4.º                                     |
| 2016                         | 3.º                                     |
| 2016-17                      | Campeão                                 |
| 2017-18                      | Semifinalista                           |
| 2018-19                      | 3.º                                     |
| 2019-20                      | Cancelado devido à pandemia de COVID-19 |
| Torneio de Transição de 2020 | Vice-campeão                            |
| Apertura 2021                | Semifinalista                           |
| Clausura 2021                | Semifinalista                           |

### Copas nacionais
| Ano                      | Resultado        | Pts | J | V | E | D | GP | GC | SG  |
| ------------------------ | ---------------- | --- | - | - | - | - | -- | -- | --- |
| Supercopa Argentina 2015 | Quartas de final | 4   | 2 | 1 | 1 | 0 | 15 | 0  | +15 |

### Copas internacionais
| Ano                    | Resultado       | Pts | J | V | E | D | GP | GC | SG |
| ---------------------- | --------------- | --- | - | - | - | - | -- | -- | -- |
| Copa Libertadores 2017 | Terceiro Lugar  | 10  | 5 | 3 | 1 | 1 | 6  | 5  | +1 |
| Copa Libertadores 2020 | Quarta de final | 7   | 4 | 2 | 1 | 1 | 4  | 1  | +3 |
| Total                  | Total           | 17  | 9 | 5 | 2 | 2 | 10 | 6  | +4 |

## Elenco atual
Última atualização: 5 de julho de 2022.

## Superclásico
O River Plate disputa contra o Boca Juniors o Superclásico femenino del fútbol argentino. O primeiro Superclásico foi disputado em 15 de dezembro de 1991 e terminou com um empate em 4 a 4, naquele mesmo ano o River foi campeão do primeiro campeonato argentino da história, deixando o Boca como vice-campeão. Enquanto o primeiro Superclásico da era profissional foi disputado em 24 de setembro de 2019 com a vitória do Boca por 5 a 0. O registro oficial indica que as equipes se enfrentaram 64 vezes na história, com o Boca vencendo por uma larga vantagem com 36 vitórias contra 14 do River.
 Dados atualizados para o último jogo disputado em 27 de março de 2022.
| Clube        | V  | E  | D  | GM  | GS  | SG  |
| ------------ | -- | -- | -- | --- | --- | --- |
| River Plate  | 14 | 14 | 36 | 72  | 133 | –22 |
| Boca Juniors | 36 | 14 | 14 | 133 | 72  | +22 |

### Outras rivalidades
Além do Superclásico, o River mantém rivalidades com o Independiente, Racing e San Lorenzo, todos herdados do futebol masculino por fazerem parte dos chamados cinco grandes do futebol argentino. Outra rivalidade do River é contra o UAI Urquiza, devido ao sucesso do clube na modalidade.